# Ryska federationens yttre underrättelsetjänst
Ryska federationens yttre underrättelsetjänst (SVR), (ry: Служба внешней разведки, Sluzjba vnesjnej razvedki) är en rysk, federal myndighet med ansvar för Rysslands utrikes underrättelsetjänst direkt underställd Ryska federationens president. Till skillnad från sin inrikes motsvarighet, Ryska federationens federala säkerhetstjänst (FSB), är SVR framförallt inriktad mot verksamhet i utlandet. Myndigheten är dessutom huvudsakligen utformad för civil underrättelseverksamhet; dess militära motsvarighet är Huvudstyrelsen för underrättelseverksamhet (GRU).

## Uppdrag
SVR har till uppgift att skydda individen, samhället och staten från externa hot. Den skall därvid:
- Förse den Ryska federationens president, federala församling och regering med den underrättelseinformation de behöver för att fatta beslut rörande politik, ekonomi, militär strategi, vetenskap, teknologi och miljö.
- Skapa en politisk miljö som är gynnsam för ett framgångsrikt genomförande av den Ryska federationens säkerhetspolitik.
- Befordra den Ryska federationens ekonomiska utveckling, vetenskapliga och teknologiska framåtskridande samt militärtekniska säkerhet.

## Organisation
- Chefen SVR
  - Konsultgrupp
  - Kollegium
  - Förste ställföreträdande chef
  - Statssekreterare
  - Press och mediebyrå
  - Chefens kansli
  - Ställföreträdande chef med ansvar för personalfrågor
  - Ställföreträdande chef med ansvar för vetenskaplig och teknisk underrättelsetjänst
    - Operationsledning
    - Avdelningen för informatik
    - SVR:s högskola

  - Ställföreträdande chef med ansvar för operativ verksamhet
    - Operativ avdelning

  - Ställföreträdande chef med ansvar för materiel-tekniskt understöd
    - Avdelningen för operativt understöd

  - Analys och informationsavdelning
  - Avdelningen för främmande säkerhetsunderrättelsetjänst
  - Avdelningen för ekonomisk underrättelsetjänst

## Personal
Personalen tillhör inte den Ryska federationens väpnade styrkor men är militär personal med militära grader. De bär samma uniform som de väpnade styrkorna, med rött som truppslagsfärg.

## Chefer
- 1991–1996 Jevgenij Primakov
- 1996–2000 Vjatjeslav Trubnikov
- 2000–2007 Sergej Lebedev
- 2007–2016 Michail Fradkov
- 2016–     Sergej Narysjkin